# Cephennodes
Cephennodes is een monotypisch geslacht van kevers uit de familie van de kortschildkevers (Staphylinidae).

## Soort
- Cephennodes araiorum Jaloszynski, 2003